# Everything at Once
«Everything at Once» es una canción escrita y grabada por la cantante pop australiana Lenka. Fue publicada en noviembre de 2012 como tercer sencillo del álbum Two. 
La canción fue originalmente editada como sencillo en el segundo álbum promocional en 2011, pero después de ser presentado en un comercial televisivo de Windows 8  en noviembre de 2012, fue editada como sencillo oficial. También aparece en la apertura de algunos DVD de Disney de películas infantiles.

## Lista de canciones
| N.º | Título               | Escritor(es) | Productor(es) | Duración |  |
| 1.  | «Everything at Once» | Lenka        | David Kosten  | 2:38     |  |
| 2.  | «Deep Blue»          | Arcade Fire  |               | 3:50     |  |